# Cagionetti
I Cagionetti sono un dolce tipico dell'Abruzzo ed in particolare del teramano; fanno parte dei Prodotti agroalimentari tradizionali abruzzesi.